# Scirtes evansi
Scirtes evansi is een keversoort uit de familie moerasweekschilden (Scirtidae). De wetenschappelijke naam van de soort werd in 1932 gepubliceerd door Maurice Pic.